# Чарівний світ Гаррі Поттера (парк розваг)
Чарівний світ Гаррі Поттера (англ. The Wizarding World of Harry Potter) — тематичний парк розваг, який знаходиться в місті Орландо, штат Флорида, США. Це величезний парк розваг, територія якого займає вісім гектарів, і який є частиною двох великих підрозділів Universal Studios Florida і Islands of Adventure тематичного парку Universal Orlando Resert.

Всі атракціони і внутрішня обстановка парку присвячені одній спільній тематиці — франшизі книг про Гаррі Поттера, написаних британською письменницею Джоан Роулінг. Цей тематичний парк розваг був розроблений за особливою ліцензією від Warner Bros. За допомогою креативних дизайнерів і художників, які брали участь в зйомках фільмів про Гаррі Поттера, а також консультацій автора книг Джоан Роулінг, творці цього проекту змогли передати атмосферу світу Гаррі Поттера і створити парк розваг максимально приближеним до подій, які відбуваються в книзі.
«Загляніть всередину світу, в якому магія є реальною.» 
— Universal Orlando про Чарівний світ Гаррі Поттера  

## Історія створення

### Спроби відкриття парку
Ще в 2003 році ходили чутки про відкриття тематичного парку за мотивами книг Гаррі Поттера в парку розваг Universal Studio.. Проте права на франшизу Гаррі Поттера були попередньо придбані компанією Warner Bros., яка заперечувала всі чутки. Про початок будівництва Чарівного світу Гаррі Поттера було повідомлено ще в 2007 році, коли Universal Orlando отримали права на створення тематичного парку від Джоан Роулінг і кінокомпанії Warner Brothers. Сама Джоан Роулінг безпосередньої участі у створенні цього проекту не брала, але цілковито схвалювала таку ініціативу.
« Плани стосовно створення тематичного парку виглядають неймовірно цікавими, і я не думаю, що фанати книг чи фільмів будуть розчаровані » 
— Джоан Роулінг   

### Відкриття парку

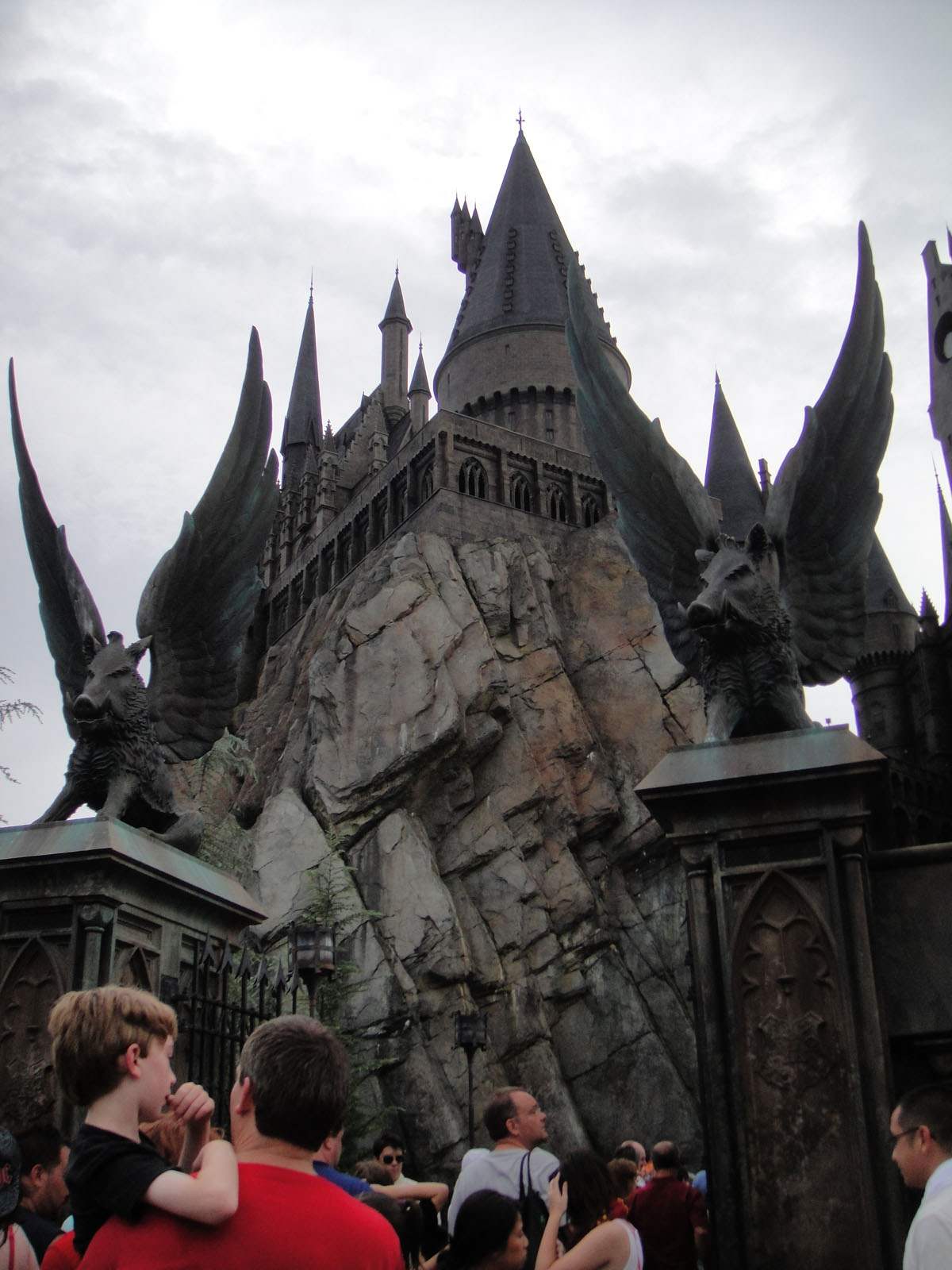
Вхід до тематичного парку

Будівництво «Чарівного світу Гаррі Поттера» розпочалося через сім місяців після офіційного його оголошення в січні 2008 року. Протягом всього дворічного періоду будівництва навколо були розташовані технічні рекламні щити.
18 червня 2010 року — день офіційного відкриття Чарівного світу Гаррі Поттера в Орландо, Флориді.
Попереднє відкриття парку відбулось 28 травня 2010 року, воно було влаштоване для преси і запрошених гостів. У Чарівного світу Гаррі Поттера було дві церемонії відкриття —16 червня і 18 червня 2010 року. Грандіозна церемонія відкриття була проведена саме 16 червня, і на ній була присутня автор серії книг Джоан Роулінг, а також актори, які знімались у фільмах — Деніел Редкліфф, Емма Вотсон, Руперт Грінт, Томас Фелтон, Метью Льюїс, Джеймс Фелпс, Бонні Райт, а також представники Universal Orlando Resort і преса. Після урочистої частини, в небо запустили феєрверки різних кольорів і форм і влаштували грандіозний концерт за участі оркестру, який грав пісні композитора, що написав більшість саундтреків до фільмів про Гаррі Поттера Джона Вільямса.
18 червня, через день після урочистої церемонії, було офіційно відкрито Чарівний світ Гаррі Поттера для публіки, яка могла в той же ж день уже придбати квитки і покататись на атракціонах. Американський телеканал NBC транслював цю подію по телебаченню наживо.  

### Розширення парку
Відкриття Чарівного світу Гаррі Поттера притягнуло увагу відвідувачів до парку Universal Orlando Resert на цілих 36 % станом на 2010 рік. Тому керівники цього проекту поставили собі ціль — розширити межі тематичного парку, і додати кілька нових атракціонів для підтримання рівня його відвідування.
6 грудня 2011 року Universal Parks & Resorts офіційно оголосили про розширення парку, хоча на той час не було розголошено ніяких деталей чи вказівок.. Справжня розробка цієї ідеї почалась після закриття атракціону під назвою «Щелепи». Це сталось 2 січня 2012 року. А 25 січня у газеті Лос-Анджелес Таймс було повідомлено про заміну атракціону «Щелепи» на інший, зв'язаний з Гаррі Поттером. Новий атракціон доповнив Гоґвортський Експрес, на якому можна було доїхати від одного парку до іншого, що додало зручності для відвідувачів, оскільки це не тільки атракціон, а ще й засіб для пересування в інше місце парку.

## Атракціони
У Чарівному світі Гаррі Поттера є три основні і найпопулярніші атракціони, які відкрились ще в 2010 році.
- «Гаррі Поттер і Заборонена подорож»
- «Змагання з драконом»
- «Політ на гіпогрифі»

### Гаррі Поттер і Заборонена подорож

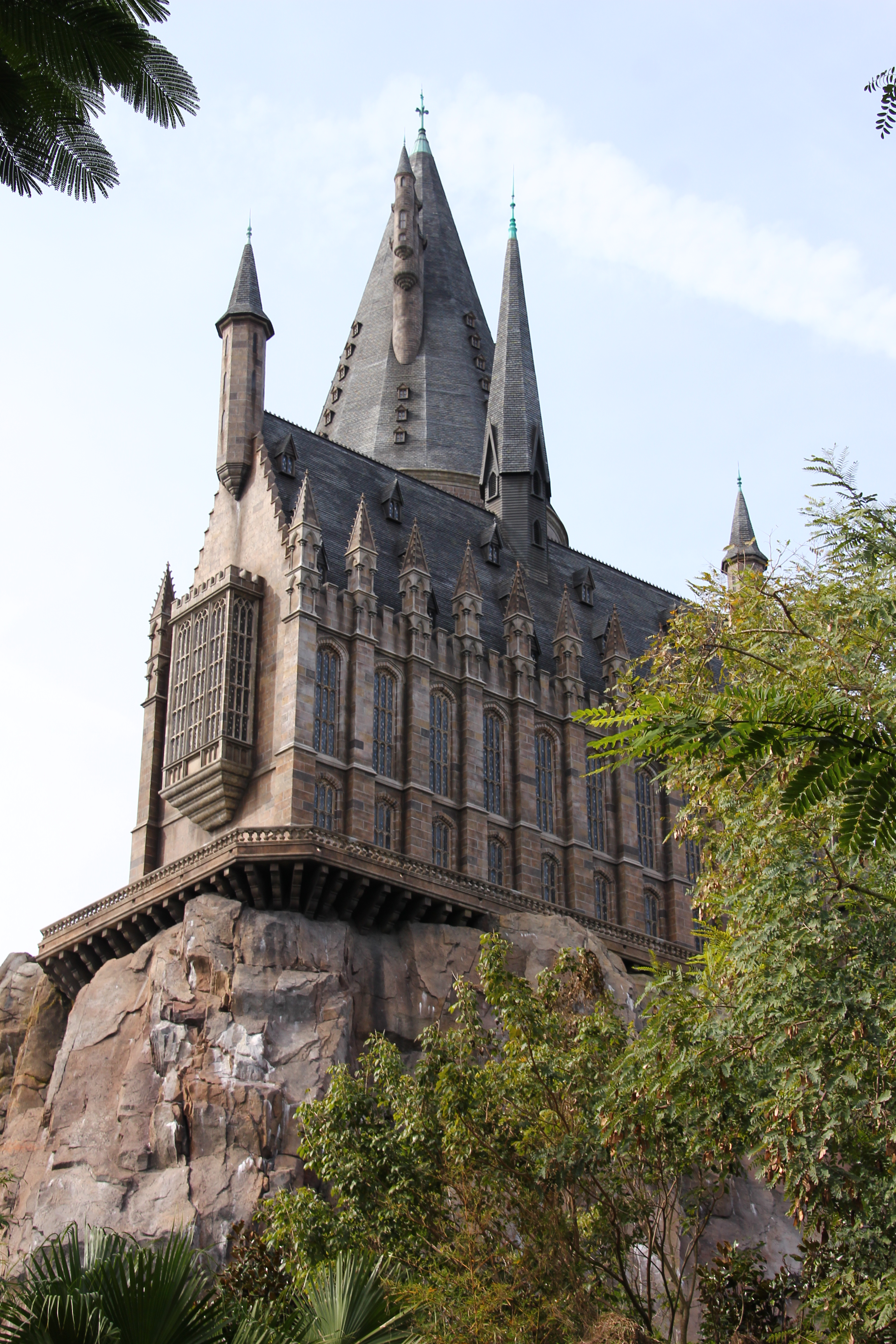
Вхід до атракціону

При створенні основного атракціону «Гаррі Поттер і Заборонена Подорож» були використані роботизовані маніпулятори, анімація, реальні декорації, музика, звукові та світлові спецефекти. За допомогою цих декорацій створюються спеціально освітлені сцени, а за допомогою екрану кругового огляду демонструється неймовірно реалістичне відео, яке створює ілюзію польоту відвідувачів в керованих транспортних засобах разом з Гаррі та його друзями Герміоною та Роном. На вході до атракціону поставлені спеціальні тестуючі пристрої, які допомагають підібрати зручне сидіння з урахуванням великого росту (ваги) і це враховується для особливостей кріплення пасажира до сидіння.
Головний атракціон парку «Гаррі Поттер і Заборонена подорож» знаходиться всередині замку. І, щоб потрапити на атракціон, потрібно пройти через двері Гоґвортсу, спуститися в підземелля, де пасажири цієї незвичайної подорожі стикаються з багатьма знайомими з книжок та фільмів предметами, персонажами, інтер'єрами. Думаю, ви розумієте, чому цей атракціон отримав таку дивну назву «Заборонена подорож». Як сказано в книгах про Гаррі Поттера — раніше, в часи чарівників, Школа магії і чарівництва приховувалася від звичайних людей, і вони не могли перебувати в цьому місці ні за яких умов. Цей атракціон є досить пізнавальним через те, що дає змогу пройтись територією всього замку і детально роздивитись всі його елементи.

### Політ на гіпогрифі
Цей атракціон — це щось на зразок американських гірок, але він більше пристосований для дітей, саме тому йому віддають перевагу сімейні туристи. Його висота — 13 метрів, швидкість — 45,9 кілометрів на годину.
По дорозі до гірок «Політ на гіпогрифі» можна пройти повз хатину Гегріда, вчителя догляду за магічними істотами в Гоґвортсі. Увійти всередину хижі не можна, так як це споруда лише в точності відтворює зовнішній вигляд будинку лісника. Цей атракціон створений так, ніби Гегрід сам вчить пасажирів як літати на гіпогрифі. Гірка переплітається з атракціоном «Змагання з драконом», який є набагато екстремальнішим.

### Змагання з драконом

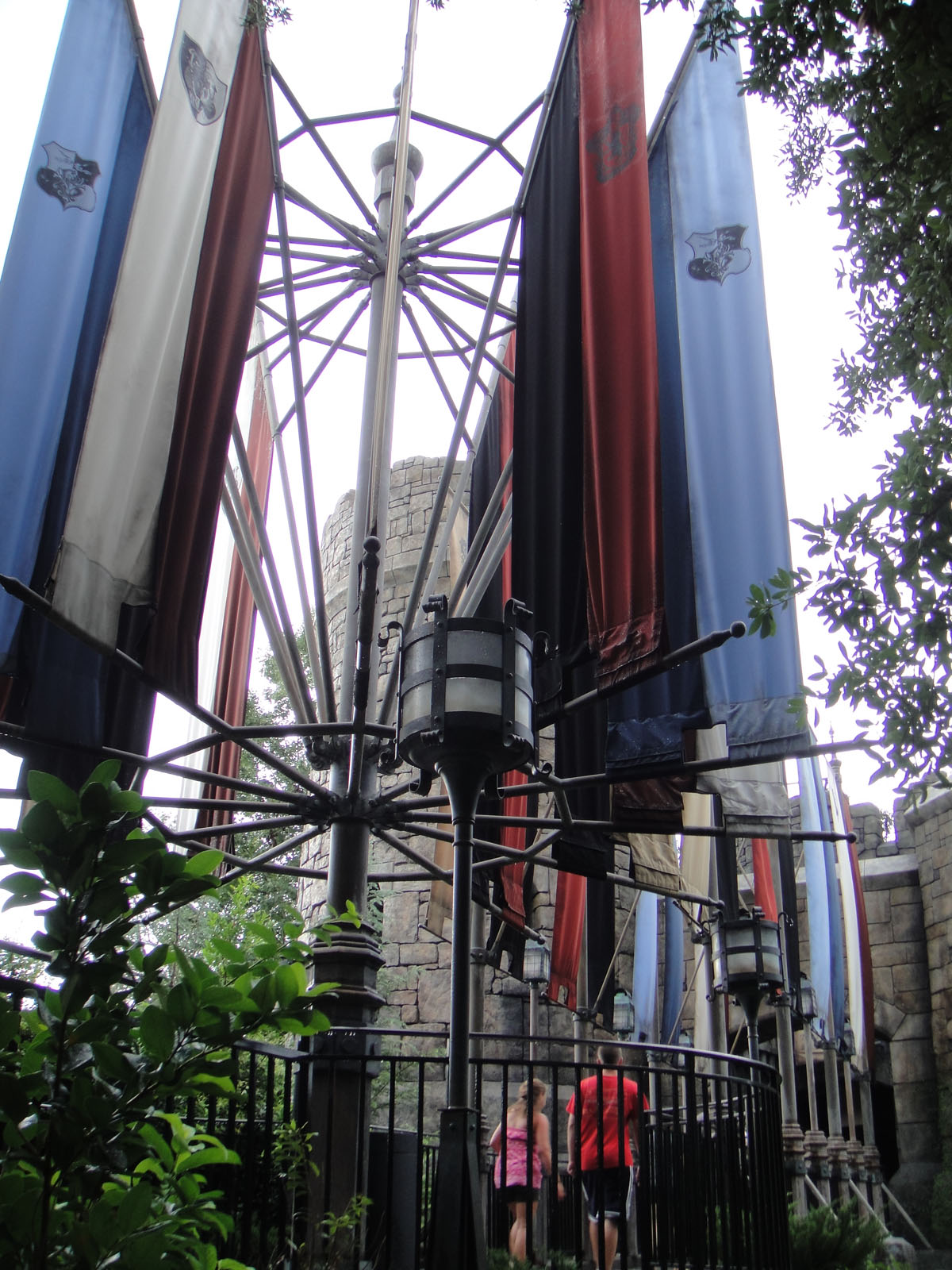
Атракціон «Змагання з драконом»

Створений за мотивами фільму Гаррі Поттер і Келих Вогню. Це подвійні високошвидкісні американські гірки у вигляді переплетених перевернутих гірок з кількома поїздами, що символізують бій Гаррі Поттера з драконом породи Угорська Рогохвістка і Віктора Крума з драконом породи Китайська метеорка у першому випробуванні в турнірі Трьох Чарівників. Китайська метеорка розвиває швидкість 96,6 кілометрів на годину, а Угорська Рогохвістка — 88,5 кілометрів на годину. Висота становить 38,1 метри. Загальний час поїздки на атракціоні — приблизно 2 хвилини і 25 секунд.
24 липня 2017 року Universal Orlando офіційно оголосили про закриття атракціону після 4 вересня 2017 року, з метою звільнення місця для нового атракціону, який теж буде зв'язаний зі світом Гаррі Поттера і який планують відкрити у 2019 році.

## Місця відпочинку
Крім атракціонів, в парку є ще багато місць, які можна просто відвідати, посидіти, зробити кілька фотографій чи просто відпочити. Тут знаходиться багато магазинів, кафе, ресторанів. Два найвідоміші місця для відпочинку у тематичному парку це Гогсмід і Алея Діагон. Гогсмід розташований у Islands of Adventure, а Алея Діагон — у Universal Studios Florida. Втім, існує спеціальний поїзд — Гоґвортський Експрес, яким відвідувачі можуть добратись з однієї частини тематичного парку в іншу.

### Гогсмід

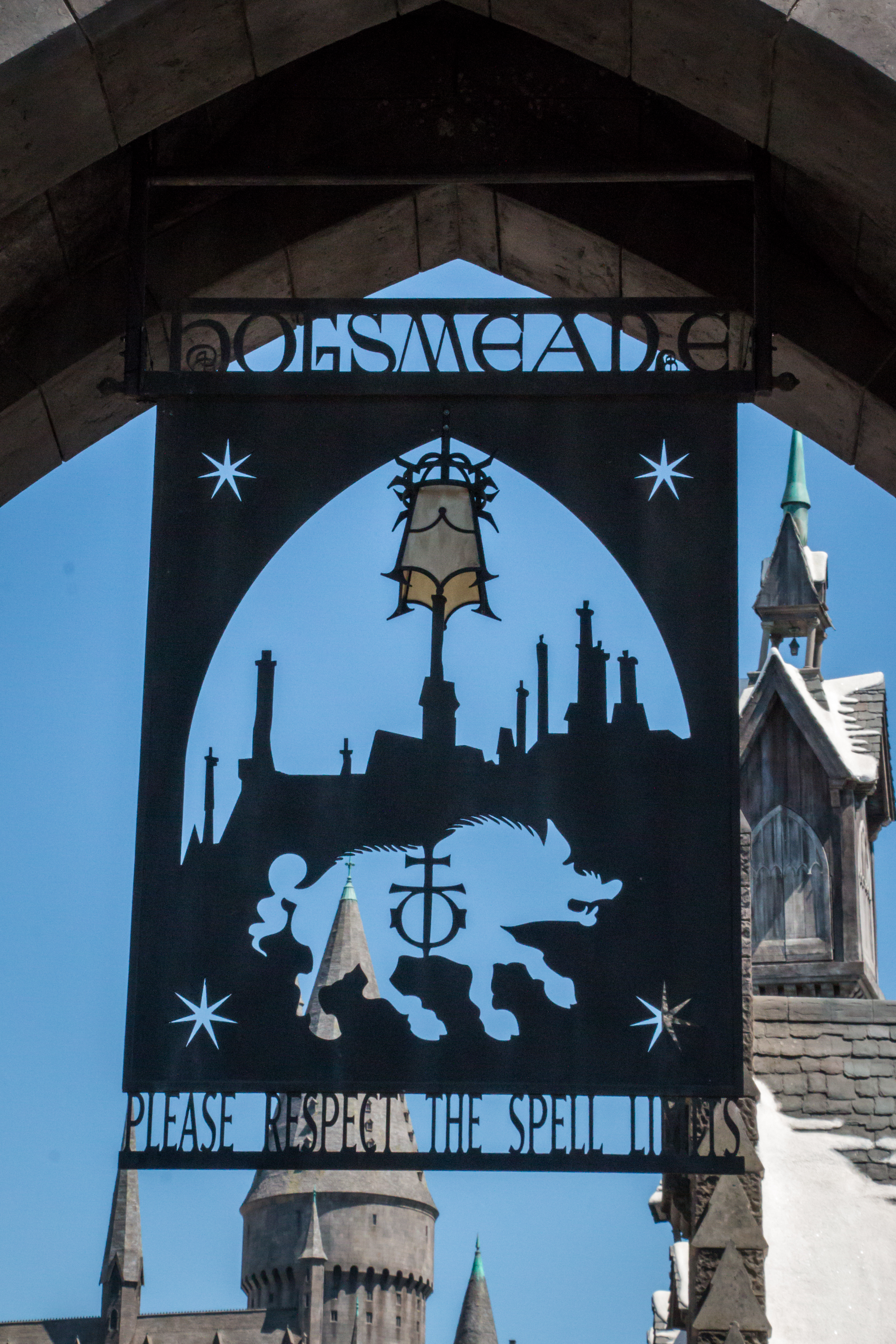

Гогсмід — не звичайне місце. Тут в світі Гаррі Поттера відпочивали учні старших класів. В цьому містечку є совина пошта, де відвідувачі можуть відпочити, а крім того, звідси можна відправити лист з гербом Гогсміду замість печатки. На цій локації можна знайти дуже багато магазинів з тематичними речима і багато ресторанів.
- Крамниця «Солодке королівство»

Найвідоміший кондитерський магазин  у світі чарівників. Тут можна купити цукерок на різні смаки: «Шоколадні Жабки», лакричні палички, «Заварні Казанки», жуйки «Друбблс», драже «Берті Боттс», цукрові пера, «Криваві льодяники», вершкові помадки.
- Крамниця «Зонко»

Магазин жартівливих товарів. Цю крамницю дуже любили відвідувати студенти, а сьогодні це одне з улюблених місць туристів. На пам'ять і як сувенір звідси можна привезти такі атрибути світу Гаррі Поттера — висувні вуха, гарбузові пастилки, літаючі феєрверки, а також цілком звичайні сувенірні кружки чи футболки.
- Крамниця «Дервіш і Бенгз»

Тут продаються реквізити, використані у фільмах, іграшки та сувеніри. Наприклад, набори для гри у Квідич, форма для учасників Турніру Трьох Чарівників, спектральні окуляри, «Жахлива книга про чудовиськ», шарфи, шапки, сумки на ремені.

### Алея Діагон
- «Три мітли» і «Кабаняча голова»

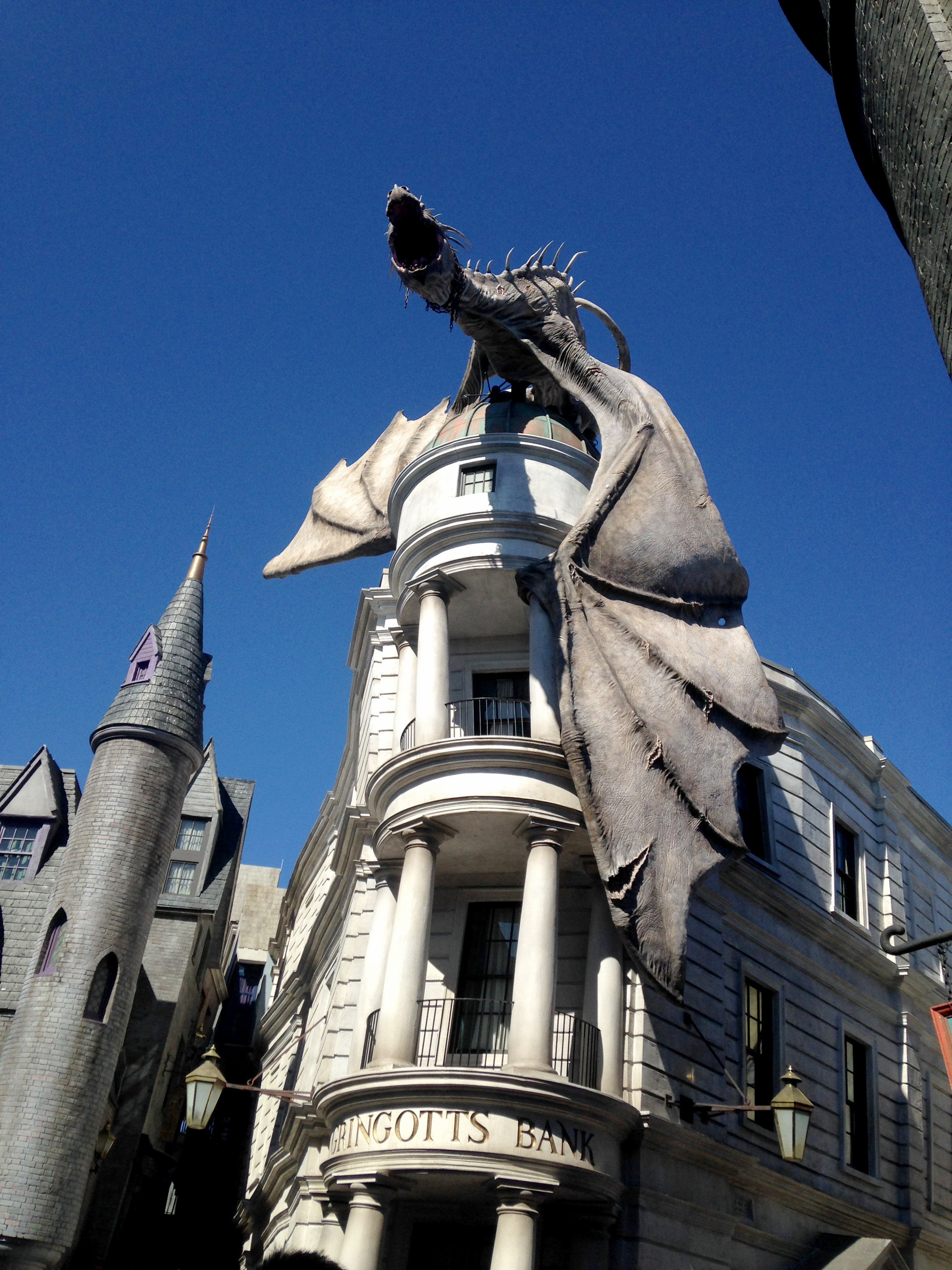
Алея Діагон

Після прогулянки по парку, можна перекусити в одному з багатьох ресторанів. Але, якщо хочете продовжити подорож по місцях, пов'язаних з Гаррі Поттером, то краще це зробити в ресторані «Три мітли». Тут є можливість спробувати вершкове пиво або гарбузовий сік. Також можна відвідати інше відоме кафе — «Кабаняча голова».
- Крамниця Олівандера

Це точна копія крамниці містера Олівандера з фільмів про Гаррі Поттера. «Паличка обирає чарівника»— атракціон розташований у крамниці містера Олівандера. Як сам Гаррі Поттер отримав у цій крамниці свою першу паличку, так і ви зможете придбати тут свою, після відвідування цього атракціону.